# Eugenio Vulgaris
Eugenio Vulgaris (in greco Εὐγένιος Βούλγαρης?, in russo Евгений Булгарский, Евгений Булгар?; Corfù, 10 agosto 1716 – San Pietroburgo, 12 giugno 1806) è stato un vescovo ortodosso, filosofo e teologo greco che tramite le sue opere riguardanti la teologia, la filosofia e le scienze, diffuse il pensiero dell'Europa occidentale nel mondo greco e nel mondo del cristianesimo ortodosso.

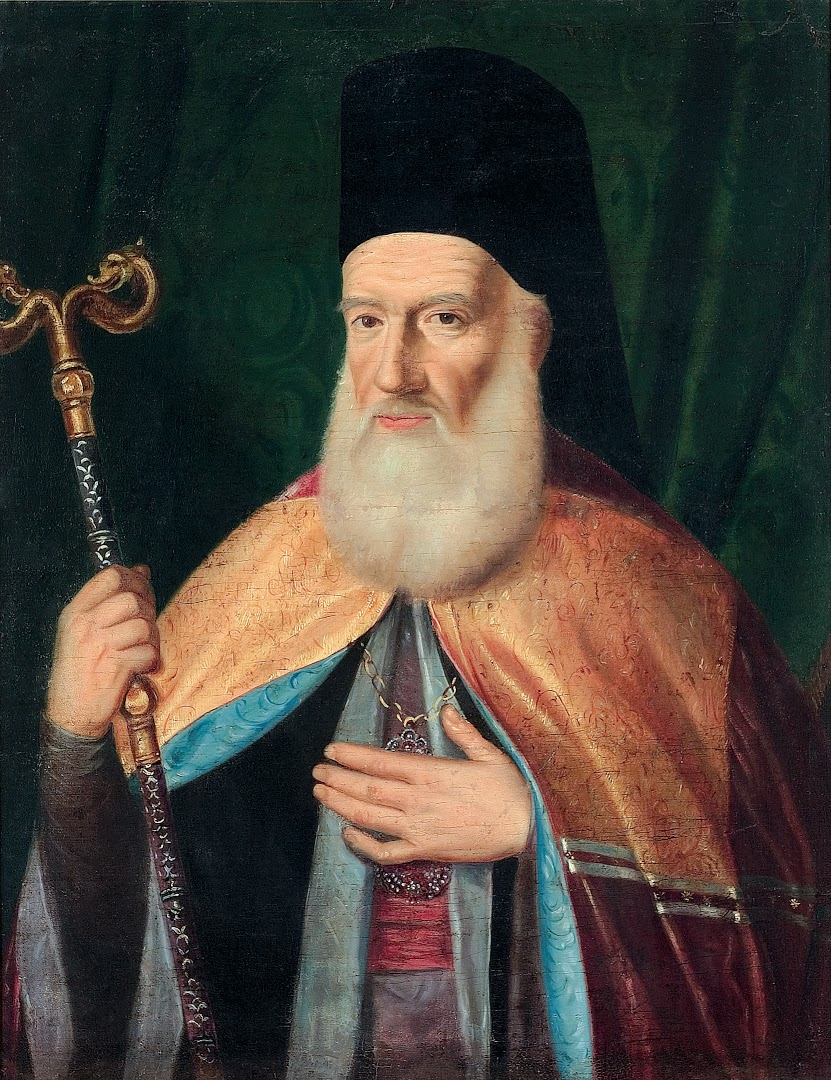
Eugenio Vulgaris, educatore del XIX secolo ("Maestro della nazione") e arcivescovo di Cherson, Ucraina.

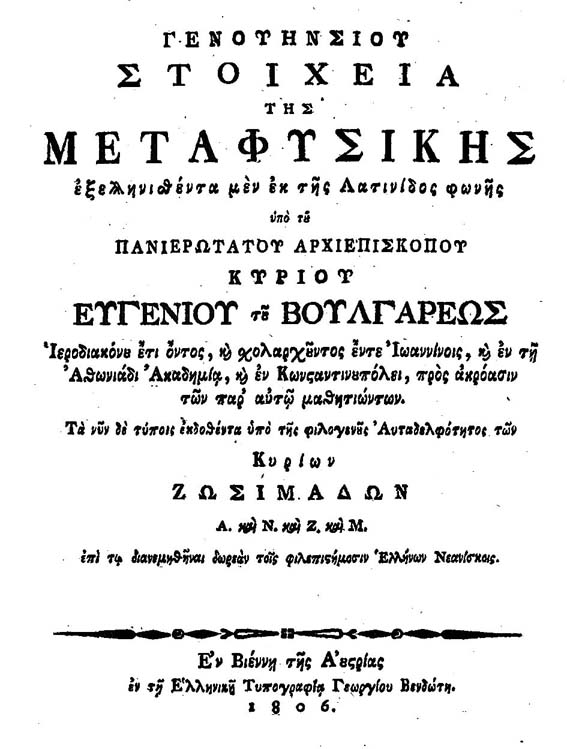
Il frontespizio di un libro di metafisica di Eugenio Vulgaris, pubblicato a Vienna nel 1806.

È stato uno dei principali esponenti del nuovo illuminismo greco, avviò il dibattito sulla Questione d'oriente e sul "grande gioco". I suoi aiuti forniti a Caterina la Grande possono essere paragonati a quelli di Dimitrie Cantemir con Pietro il Grande. Paisij di Hilendar gli dedicò la prefazione dell'Istorija slavjanobolgarskaja.

## Biografia

### Giovinezza ed istruzione
Nacque sull'isola di Corfù, durante la dominazione veneziana, il 10 agosto 1716. Proviene dalla famosa famiglia Bulgari di Corfù. Un altro membro di un ramo della famiglia ha fondato il famoso marchio di moda Bulgari (azienda). Studiò sull'isola imparando dal maestro e studioso Vikentios e continuò gli studi Scuola di Giannina guidata da Atanasio Psalidas. 
Nel 1737 o 1738 divenne ieromonaco prendendo il nome di Eugenio, e successivamente si iscrisse all'Università di Padova per studiare teologia, filosofia, lingue europee e scienze naturali.

### Maestro della nazione
Nel 1742, Vulgaris divenne direttore di un'importante scuola di Giannina, la Maroutsaia. Qui fu coinvolto in una disputa pubblica con Balanos Vasilopoulos, direttore di un'altra scuola di alto livello della città, riguardo ai diversi piani di studio delle rispettive scuole - Vulgaris era sostenitore della filosofia naturale. 
Dal 1753 al 1759 Vulgaris fu direttore dell'Accademia Athonita presso il monastero di Vatopedi con l'obiettivo di migliorare il piano di studi della scuola. Insegnò filosofia e matematica e divenne presto uno degli insegnanti più eminenti. Seppur avesse un'ottima stima da parte dei colleghi e monaci, il suo desiderio di comunicare alcune delle nuove idee dell'Illuminismo occidentale provocò una reazione negativa da parte di importanti personalità del Monte Athos. Decise di dimettersi volontariamente dalla gudia dell'Accademia all'inizio del 1759. 
Diresse temporaneamente l'Accademia Patriarcale di Costantinopoli (nota in Grecia come Grande Scuola della Nazione). Tuttavia, nel 1761 abbandonò definitivamente la sua carriera da insegnante. 
Durante questi anni si rivelò essere un forte oppositore del proselitismo uniato e cattolico tra i cristiani ortodossi; in una sua corrispondenza con Pierre Leclerc, il teologo cattolico di dottrina giansenista simpatizzante delle tradizioni orientale, affermò che sin dai tempi dello scisma i cristiani ortodossi erano stati benedetti con molti santi e martiri, pari agli antichi, e con una generosità di miracoli:
(Lettera di Eugenio Vulgaris a Pierre Leclerc.)

### In Russia
Dopo i suoi tentativi infruttuosi di introdurre le idee illuministiche nelle due scuole, Eugenio accettò il patrocinio dell'imperatrice russa Caterina II e trascorse il resto della sua vita nell'impero. Nel 1763 viaggiò a Lipsia e a Berlino su invito dell'imperatrice Caterina e nel 1771 si trasferì a San Pietroburgo lavorando tra 1772 e il 1774 come bibliotecario di corte. 
Nel 1775 fu ordinato arcivescovo e divenne il primo vescovo della neonata Eparchia di Nikopol' e Cherson. La nuova diocesi comprendeva le terre dei Governatorati della Novorossiya e dell'Azov a nord del Mar Nero, recentemente conquistate dalla Russia dal khanato della Crimea ottomana. Insieme a russi e ucraini, i greci ortodossi furono invitati a stabilirsi nella regione e il governo imperiale ritenne opportuno nominare un vescovo di lingua greca a presiedere la nuova diocesi. Nonostante il nome, la sede del vescovo non era né a Nikopol' né a Kherson, ma nella città di Poltava. Il Monastero dell'Esaltazione della Croce divenne la sua residenza.
L'anno successivo, nel 1776, Eugenio invitò un altro corfiota, Niceforo Theotokis, a Poltava affinché potesse essere istruito nell'attività di vescovo. Nel 1779 Eugenio diede le dimissioni, ma continuò a vivere nello stesso monastero a Poltava, mentre Niceforo guidava la diocesi
Nel 1787 Eugenio si trasferì a San Pietroburgo e nel 1788 divenne membro della Royal Society.
Morì il 12 giugno 1806 e fu sepolto nella chiesa di San Teodoro di Lavra (Fyodorovskaya Tserkov).

## Il cristianesimo ortodosso e l'illuminismo
Il XVIII secolo iniziò nell'oriente cristiano con l'isolamento degli ortodossi dai cattolici. Sebbene gli ortodossi rimasero in gran parte intoccati dalle novità cattoliche, dovettero comunque affrontare le novità intellettuali provenienti dall'occidente sotto forma di apprendimento universitario. In questo periodo Eugenio Vulgaris era uno degli scrittori greci più influenti. Sebbene fosse un cristiano ortodosso, cercò di trasmettere le idee dell'Illuminismo occidentali ai circoli culturali greco-ortodossi, attraverso traduzioni e insegnamenti delle opere di John Locke, Voltaire e Christian Wolff. Il modello di Voulgaris per la rinascita e lo sviluppo dell'apprendimento nella società cristiana ortodossa includeva il mantenimento degli studi dei testi classici integrati alla filosofia moderna europea. 

## Questione della lingua greca
La questione della lingua greca iniziò alla fine del XVIII secolo. Poiché gli europei occidentali conoscevano e apprezzavano l'antica lingua greca, Eugenio Vulgaris, insieme a Lambros Photiadis, Stefano Commitas (1770-1832) e Neofito Doukas, propose che la lingua greca moderna fosse assimilata al greco antico, mentre i suoi studenti Iosipos Moisiodax (1725–1800) e Dimitrios Katartzis (c. 1725–1807) preferirono l'uso della lingua vernacolare contemporanea così come si era evoluta (greco demotico). Questa discussione sarebbe diventata cruciale quando si decise quale variante del greco dovesse essere quella ufficiale per il neonato stato greco indipendente. 
Anche il filologo Adamantios Korais (1748–1833) influenzò questa discussione. Pur sostenendo il linguaggio del popolo, Korais cercò di "ripulirlo" da elementi che considerava "volgari" e sviluppò le forme "purificanti". Queste modifiche portarono alla creazione della variante katharevousa. 

## Trattato sull'eutanasia
Nel suo Trattato sull'eutanasia (1804), il vescovo Eugenio cercò di pareggiare la paura della morte esaltando il potere della fede e della fiducia nella Divina provvidenza e presentando la morte come una necessità universale, un medico curante e un porto sicuro. Le sue opinioni erano presentate attraverso un sermone consolante, arricchito con riferimenti ai testi classici, alla Bibbia e ai Padri della Chiesa, nonché con fonti secolari, comprese le statistiche riferite alla Gran Bretagna e alla Francia contemporanee. Oltre al termine eutanasia introdusse anche distanasia (δυσθανασία), etoimotanasia (ἑτοιμοθανασία) e protanasia (προθανασία). 
Il Trattato sull'eutanasia è uno dei primi libri, se non il primo, dedicati all'eutanasia nel pensiero europeo moderno. Nel Trattato, l'eutanasia è intesa come preparazione spirituale e riconciliazione con il morire piuttosto che come uccisione per misericordia legata al medico, definizione che il termine ottenne durante il XIX e il XX secolo. 
Questo testo è studiato non solo dallo storico dell'etica medica o religiosa, ma anche da quelli che stanno affrontando la morte, sia in contesti privati che professionali. 

## Opere
- Logic (Λογική; Loghiki), Lipsia, 1766.
- Trattato sulla tolleranza religiosa (Σχεδίασμα περὶ Ἀνεξιθρησκείας; Schediasma peri anexithreskeias), 1767.
- Trattato sull'eutanasia, San Pietroburgo, 1804.
- Elementi di Metafisica, Venezia, 1805.
- Cosa preferiscono i filosofi, Vienna, 1805.
- Sull'universo, Vienna, 1805.
- Tradusse, senza pubblicarle, le opere dei filosofi del tardo XVII secolo: John Locke (1632-1704), Christian Wolff (1679-1754), Voltaire (1694-1778), Du Hamel (1624-1706) e Edmond Pourchot (1651-1734).